# Spiral69

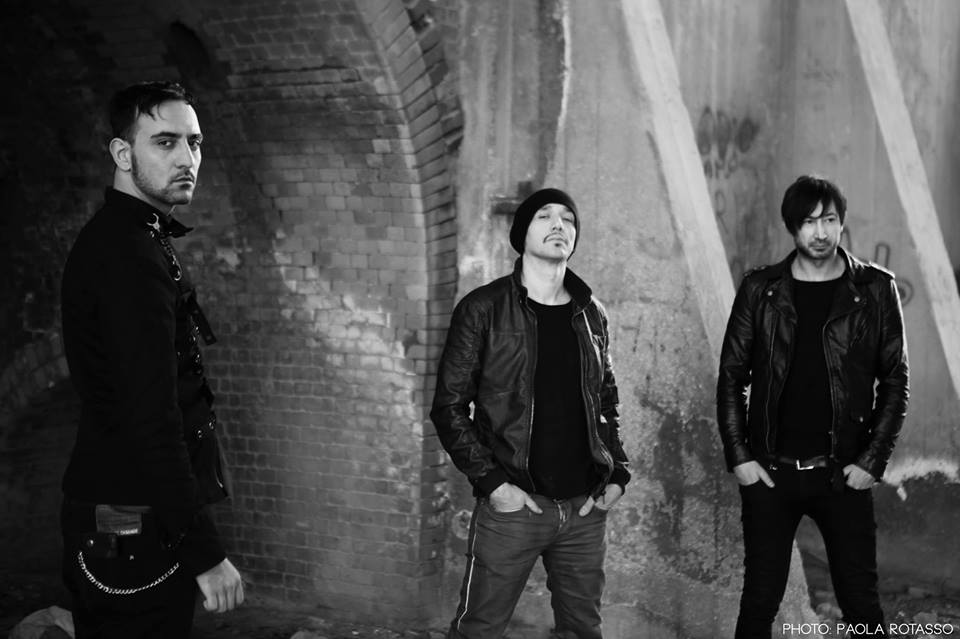

Gli Spiral69 sono un gruppo musicale italiano nato nel 2007.

## Storia del gruppo
Riccardo Sabetti, nasce a Napoli nel 1981, figlio di un'autrice Rai e di un dirigente comunale.
Inizia a suonare strumenti all eta di 10 anni suonando tutto quello che gli passa sotto mano.
Il primo approccio concreto con la musica e nel 1992, ove di nascosto ascolta le registrazione di una demo del fratello maggiore nel salotto di casa.
Nel 1999 fonda con alcuni amici la band Pixel, e nel 2003 diviene il bassista/chitarrista del gruppo dark-wave partenopeo Argine. nel 2007 lascia gli Argine per dedicarsi al proprio progetto solista Spiral69. Il nome Spiral69 viene da una pellicola hard tedesca degli anni 1980, e viene scelto durante le session di registrazione del primo album, avvenute in una villa sull'isola di Procida. Nel progetto Spiral69, Sabetti mischia le proprie precedenti esperienze, l'industrial dei Pixel e la vena gotica e malinconica degli Argine, con un suono a metà tra il folk, la new wave, l'elettronica e il rock.
Nel maggio 2009, in co-produzione con l'etichetta indipendente Megasound, pubblica l'album d'esordio, A Filthy Lesson for Lovers, scritto, arrangiato e suonato interamente da Sabetti. Al disco segue un tour di più di settanta concerti in quindici mesi in Europa. Da questa esperienza si costruisce attorno a Riccardo Sabetti un vero e proprio gruppo: Licia Missori (piano), Enzo Russo (chitarra) e Stefano Conigliaro (batteria). Nell'album e nei concerti vi sono collaborazioni con altri musicisti, come: Marco Manusso, Andrea Ruggiero, Edo Notarloberti, Stefano Ratchev ed Emanuele Colella.
Il 14 febbraio 2010, gli Spiral69 pubblicano per la rivista italiana Ritual, Fake Love, singolo in download gratuito dal sito della rivista, con la collaborazione di Simone Salvatori degli Spiritual Front.
Nell'ottobre 2010 la band viene invitata da Steve Hewitt come band di supporto nel tour italiano del suo nuovo progetto Love Amongst the Ruin.
Nel marzo 2011 la band pubblica il secondo album, No Paint On The Wall. L'album è realizzato insieme con la band che ha accompagnato Sabetti nel tour del primo album. Spiral69 non è più una "one man band" ma una band a tutti gli effetti. Si susseguono i singoli che promuovono l'album, tra i quali il brano Best Porno e The Girl Who Dances Alone in the Disco che vede la band duettare con Tying Tiffany.
Durante il tour di "No Paint on the Wall" del 2011, Stefano Conigliaro viene sostituito dal batterista Andrea Freda (Spiritual Front).
A settembre 2011 la band riprende il tour europeo di No Paint on the Wall. Nel febbraio 2012 la band viene scelta da Lou Reed per far parte della colonna sonora del suo primo film/documentario intitolato Red Shirley con il brano Berlin.
Ad aprile 2012, gli Spiral69 entrano in studio per la produzione del nuovo album. L'album questa volta sarà prodotto da Steve Hewitt, missato da Paul Corkett e registrato nei Moles Studios di Bath, in Inghilterra.
Nel Maggio 2012 la band suona al Wave Gotik Treffen 2012.
Nel Settembre 2012 gli Spiral69 vengono invitati al Children Of Night Festival di Kiev.
Il 18 febbraio 2013 viene pubblicato il primo singolo estratto dal nuovo album, Please, il brano è accompagnato da un video che ripercorre in forma di documentario, le tappe più importanti percorse dalla band negli ultimi anni.
Aprile 2013 viene pubblicato il terzo album di inediti, Ghosts in my Eyes con l'etichetta indipendente Helikonia.
Maggio 2013 viene distribuito in digitale il secondo singolo estratto da Ghosts in my Eyes, No Heart.
Settembre 2013 Inizia il GHOST TOUR, Tour di 2 mesi che vede gli Spiral69 suonare in giro per l'Europa e oltre toccando città come Mosca, Berlino, Praga, Parigi, Kiev, Londra e Roma.
Ad aprile 2014 esce Alone, mini album totalmente prodotto da Riccardo Sabetti per la sua etichetta appena fondata, la Rehab Records, e masterizzato agli Abbey Road Studios (U.K.) da Frank Arkwright. 
Subito dopo la pubblicazione di “Alone”, gli Spiral69 hanno intrapreso un tour di oltre sei mesi che li ha visti protagonisti di oltre 40 concerti in tutta Europa.
Nell'aprile 2015, la band pubblica in formato digitale il singolo (con annesso video) "Exile Of The Heart" con nuovamente la partecipazione di Steve Hewitt alla batteria.
Nell'estate 2015 prendono parte a molti festival in Germania (tra cui il Nocturnal Colture, il Dark Munich Fest, L'Owls'n'Bats e per la seconda volta al Gotik Treffen)
Nel settembre 2015 tengono un mini tour di tre date in Inghilterra che li vedrà per la prima volta esibirsi a Londra al celebre Hope And Anchor, il locale che ha visto l'esordio dei Joy Division, dei Clash, U2 e molte altre band storiche, poi a Nottingham e Scuntrope.
L'8 gennaio 2016 verrà pubblicato il quarto album ufficiale della band che si intitolerà "Second Chance".
Nel 2017 pubblica un album solista con lo pseudonimo di Richard Von Sabeth.
L’album si intitola “The King of Nothing” ed e atto registrato tra Roma, Napoli e finalizzato a Praga.
Nel 2018 fonda la band synth-pop a This Eternal Decay, firmano con la Trisol (storica etichetta dark wave tedesca) e pubblicano due album:
“I Choose an eternity of this” (2018)
“Silence” (2020)

## Formazione
- Riccardo Sabetti: Voce - basso - chitarre - synth
- Andrea Freda: Batteria - Elettronica
- Enzo Russo: Chitarre - basso - synth

## Discografia

### Album
- A Filthy Lesson for Lovers (2009 - Megasound)
- No Paint on the Wall (2011 - Megasound)
- Ghosts in My Eyes (2013 - Helikonia)
- Second Chance (2016 - Rehab Records | IRMA Records)

### Singoli
- Kissing Juda (2009 - Megasound)
- Fake Love feat. Spiritual Front (2010 - Ritual Magazine)
- Cold (2011 - Megasound)
- Best Porno (2011 - Megasound)
- The Girl Who Dances Alone in the Disco feat. Tying Tiffany (2011 - Megasound)
- Love is for Losers (2012 - Megasound)
- Please feat. Steve Hewitt (2013 - Helikonia)
- No Heart (2013 - Helikonia)
- Low Suicide (2013 - Helikonia)
- Naked (2014 - Rehab Records)
- When the Angels Leave (2014 - Rehab Records)
- Ros (2014 - Rehab Records)
- Exile of the Heart feat. Steve Hewitt (2015 - Rehab Records)
- Ritual (2015 - Rehab Records | IRMA Records)
- Colors and Grey (2016 - Rehab Records | IRMA Records)

### EP
- Alone (2014 - Rehab Records)

### Compilation
- Remix del brano Storycide di Tying Tiffany sull'album Peoples Temple remix edition (2010 - Trisol Music Group)
- Cover del brano Elvira dei Santo Niente sull'album Generazioni - Un tributo al Santo Niente (2011 - Disco Dada)
- September, brano inedito contenuto sulla compilation digitale Sparkles in the Dark vol.1 (2012 - Darkitalia)
- Versione del brano Future is Today degli Ordo Rosarius Equilibrio sulla ristampa dell'album Four (2012 - Raubbau)
- Versione acustica del brano No Mercy sulla compilation edita e prodotta da Darkitalia Sparkles in the Dark Vol.2 (2016 - Darkitalia)